# Eutelia hamilatrix
Eutelia hamilatrix är en fjärilsart som beskrevs av Max Wilhelm Karl Draudt 1950. Eutelia hamilatrix ingår i släktet Eutelia och familjen nattflyn. Inga underarter finns listade i Catalogue of Life.